# 93 Batalion WOP

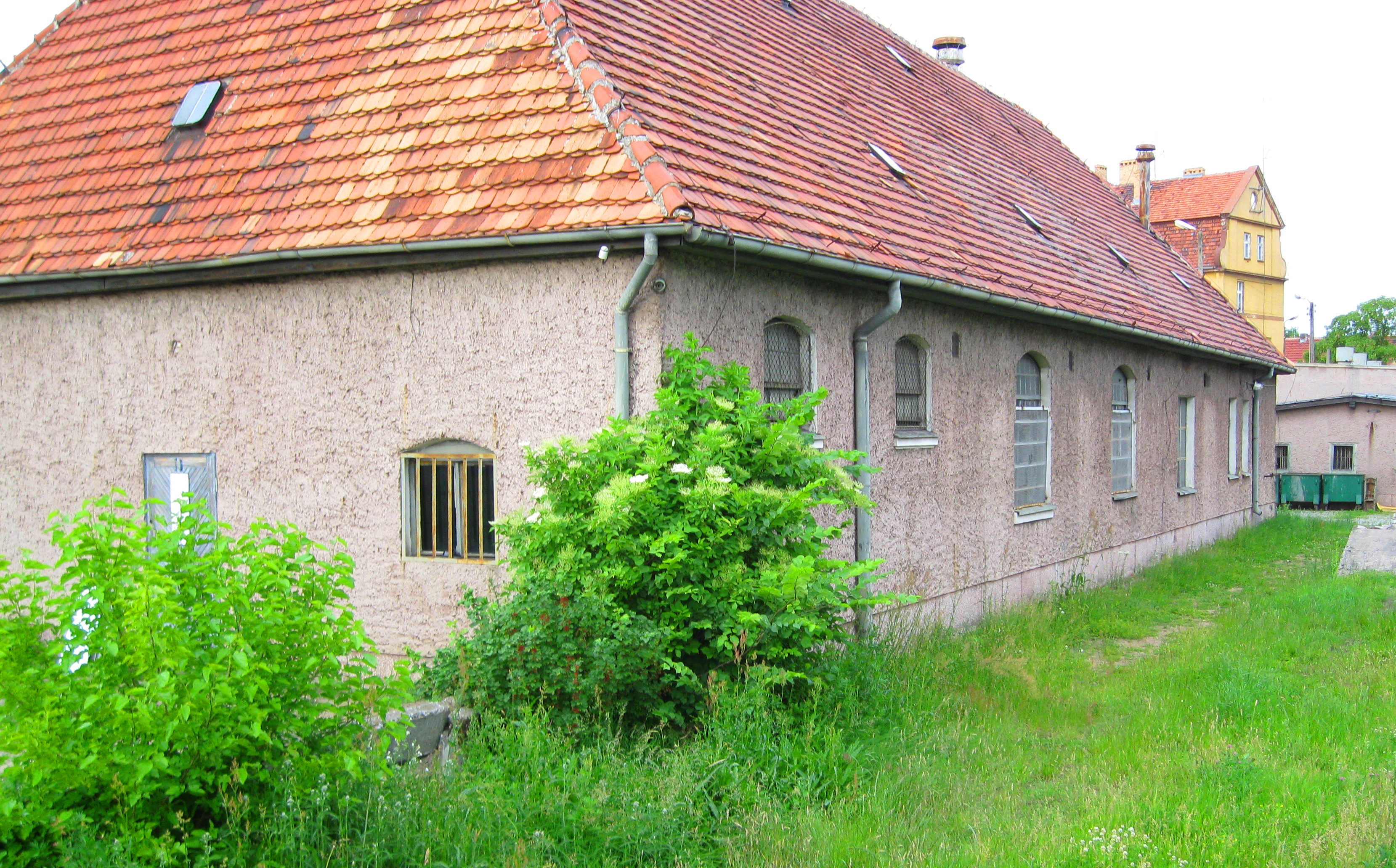
Dawny magazyn wojskowy w Słubicach (czerwiec 2009)

93 Batalion Wojsk Ochrony Pogranicza/Batalion Graniczny Lubuskiej Brygady WOP w Słubicach/Batalion Graniczny Pomorskiej Brygady WOP w Słubicach – zlikwidowany samodzielny pododdział Wojsk Ochrony Pogranicza pełniący służbę na granicy z Niemiecką Republiką Demokratyczną.

## Formowanie i zmiany organizacyjne
Na podstawie rozkazu MBP nr 043/org z 3 czerwca 1950, na bazie 10 Brygady Ochrony Pogranicza, sformowano 9 Brygadę Wojsk Ochrony Pogranicza, a z dniem 1 stycznia 1951 słubicki 34 batalion przemianowano na 93 batalion WOP.
We wrześniu 1951 sztab batalionu i 44 strażnicę WOP przeniesiono ze zbyt obszernych koszar do wyremontowanych budynków przy ul. 3 Maja.
W 1956 rozwiązano 94 Batalion WOP, a jego strażnice przekazano 93 batalionowi.
W 1976 rozwiązano batalion. W jego miejsce zorganizowano sekcje zwiadu, kompanie odwodowe i grupy zabezpieczenia techniczno–kwatermistrzowskiego.
Po stanie wojennym odtworzono batalion w Słubicach.
W listopadzie 1989 rozformowano Lubuską Brygadę WOP, a słubicki batalion wszedł w podporządkowanie Pomorskiej Brygady WOP.
Zarządzeniem nr 012 Komendanta Głównego Straży Granicznej z 7 maja 1991 w sprawie rozwiązania jednostek WOP oraz utworzenia jednostek organizacyjnych Straży Granicznej Minister Spraw Wewnętrznych polecił z dniem 16 maja 1991 rozwiązać Batalion Graniczny Pomorskiej Brygady WOP w Słubicach istniejący według etatu nr 44/0101 o stanie osobowym na okres „W” 714 żołnierzy i 7 pracowników cywilnych oraz na okres „P” 502 żołnierzy i 7 pracowników cywilnych.

## Struktura organizacyjna
Struktura w latach 50.:
- dowództwo batalionu – Słubice
- 36 strażnica Rąpice (Rapszyn)
- 39 strażnica Przyrzecze
- 40 strażnica Urad
- 41 strażnica Rybocice
- 44 strażnica Słubice.

1957
- Dowództwo batalionu – Słubice
- 13 strażnica – Rąpice
- 14 strażnica – Przyrzecze
- 15 strażnica – Urad
- 16 strażnica – Rybocice
- 17 strażnica – Słubice
- 18 strażnica – Nowy Lebus
- 19 strażnica – Pławidła
- 20 strażnica – Górzyca
- 21 strażnica – Kostrzyn.

1 stycznia 1960 batalionowi WOP Słubice podlegały:
- 1 strażnica WOP II kategorii Kostrzyn
- 2 strażnica WOP III kategorii Górzyca
- 3 strażnica WOP IV kategorii Pławidło
- 4 strażnica WOP III kategorii Nowy Lubusz
- 5 strażnica WOP II kategorii Słubice
- 6 strażnica WOP III kategorii Rybicice
- 7 strażnica WOP III kategorii Urad
- 8 strażnica WOP IV kategorii Odra[a]
- 9 strażnica WOP II kategorii Rąpice.

Struktura batalionu i numeracja strażnic 1.01.1964:
- 1 strażnica WOP lądowa II kategorii Kostrzyn
- 2 strażnica WOP lądowa III kategorii Górzyca
- 3 strażnica WOP lądowa III kategorii Pławidła
- 4 strażnica WOP lądowa II kategorii Słubice
- 5 strażnica WOP lądowa III kategorii Rybocice
- 6 strażnica WOP lądowa III kategorii Urad
- 7 strażnica WOP lądowa IV kategorii Odra
- 8 strażnica WOP lądowa II kategorii Rąpice.

W marcu 1968 batalion rzecznemu Słubice podlegały:
- Strażnica WOP rzeczna nr 1 Kostrzyn
  - Pluton kontroli ruchu granicznego Kostrzyn
- Strażnica WOP rzeczna nr 2 Górzyca
- Strażnica WOP rzeczna nr 3 Pławidło
- Strażnica WOP rzeczna nr 4 Słubice
- Strażnica WOP rzeczna nr 5 Rybocice
- Strażnica WOP rzeczna nr 6 Urad
- Strażnica WOP rzeczna nr 7 Odra
- Strażnica WOP rzeczna nr 8 Rąpice.

Struktura w latach 80.:
- Dowództwo, sztab i pododdziały batalionowe – Słubice
- Strażnica WOP Rąpice
- Strażnica WOP Rybocice
- Strażnica WOP Słubice
- Strażnica WOP Górzyca
- strażnica WOP Kostrzyn
- Strażnica WOP Namyślin.

## Dowódcy batalionu
- por. Bolesław Niecka (od 1951)
- kpt. Leon Rokicki (1952–1955)[b]
- kpt. Ziemnicki Jan (1955–1956)
- mjr Marian Tarasiuk p.o. (1956–1957)
- mjr Leon Tarnawski (od 1957)
- ppłk Jan Szorec (był w 1962)
- mjr/ppłk Bohdan Dołęga Jasiński (od 1964)
- mjr Edward Korczyński (był w 1969 i 1970)
- mjr/ppłk Zdzisław Giglewicz.

## Upamiętnienie
27 października 2023 w Regionie Nadodrzańskim, uwzględniających obchody 25-lecia powstania Związku Emerytów i Rencistów Straży Granicznej, a także Święta Związku i Dnia Weterana Służby Granicznej w Słubicach odsłonięto tablicę pamiątkową poświęconą Polskim Formacjom Granicznym. Tablica została umiejscowiona po prawej stronie bramy wjazdowej na „Osiedle Świerkowe”, położone u zbiegu ulic: Konstytucji 3-go Maja, Mieszka I i Władysława Jagiełły, tworzących  mini rondo, które Uchwałą Rady Miejskiej w Słubicach nr XLV/519/2022 z 23 czerwca 2022 otrzymało nazwę „Ronda Pograniczników”. Tablica pamiątkowa została wmurowana w tym miejscu, ponieważ w latach 1945–2005 na terenie dzisiejszego „Osiedla Świerkowego” stacjonowały Jednostki Polskich Formacji Granicznych: do 1991 Batalion Graniczny i Strażnica Wojsk Ochrony Pogranicza, a po rozformowaniu WOP i utworzeniu na bazie tych wojsk Straży Granicznej – Strażnica Straży Granicznej i Placówka SG w Świecku z siedzibą w Słubicach. Wartę honorową przy odsłanianej tablicy pamiątkowej zapewnili: Hufiec ZHP w Słubicach i PSG w Świecku.
Do odsłonięcia tablicy pamiątkowej zaproszeni zostali:
- Burmistrz Słubic – Mariusz Olejniczak
- Starosta Słubicki – Leszek Bajon – w zastępstwie wicestarosta – Robert Włodek
- Przedstawiciel Komendanta NoOSG w Krośnie Odrzańskim – ppłk SG Piotr Wojtunik – Naczelnik Wydziału
- Przedstawiciel Komendanta PSG w Świecku – kpt. SG Marcin Kalinowski – Zastępca Komendanta PSG w Gorzowie Wielkopolskim
- Prezes RN ZEiRSG – Jerzy Siedlarz
- Weteran służby granicznej – płk SG w st. spocz. Zygmunt Sejnik, który wiele lat pełnił służbę na tym terenie.

Ideą przewodnią zainstalowania tablicy pamiątkowej, poświęconej żołnierzom i funkcjonariuszom Polskich Formacji Granicznych w tym konkretnym miejscu, było zachowanie w pamięci tego rejonu oraz uhonorowanie naszych poprzedników, którzy pełnili zaszczytną służbę w ochronie granicy naszej Ojczyzny na odcinku środkowej Odry granicznej.